# Barton Creek (Texas)
Barton Creek és una concentració de població designada pel cens del Comtat de Travis (Texas) Estats Units d'Amèrica. Segons el cens dels Estats Units del 2000 tenia 1.589 habitants.

## Demografia
Segons el cens del 2000, Barton Creek tenia 1.589 habitants, 707 habitatges, i 509 famílies. La densitat de població era de 114,5 habitants per km².
Dels 707 habitatges en un 22,1% hi vivien nens de menys de 18 anys, en un 67,6% hi vivien parelles casades, en un 3,5% dones solteres, i en un 28% no eren unitats familiars. En el 22,3% dels habitatges hi vivien persones soles l'1,1% de les quals corresponia a persones de 65 anys o més que vivien soles. El nombre mitjà de persones vivint en cada habitatge era de 2,25 i el nombre mitjà de persones que vivien en cada família era de 2,63.
Per edats la població es repartia de la següent manera: un 17,6% tenia menys de 18 anys, un 4,3% entre 18 i 24, un 29,5% entre 25 i 44, un 40,1% de 45 a 60 i un 8,5% 65 anys o més.
L'edat mediana era de 44 anys. Per cada 100 dones de 18 o més anys hi havia 101,7 homes.
La renda mediana per habitatge era de 158.623 $ i la renda mediana per família de 172.909 $. Els homes tenien una renda mediana de 100.000 $ mentre que les dones 44.716 $. La renda per capita de la població era de 110.504 $. Aproximadament l'1,3% de les famílies i el 3,6% de la població estaven per davall del llindar de pobresa.

## Poblacions més properes
El següent diagrama mostra les poblacions més properes.